# Turton Tower
Turton Tower er en herregård i Chapeltown i North Turton, Borough of Blackburn with Darwen, Lancashire, England.
Den blev opført i middelalderen som et to-etagers pele tower, der senere blev ombygget og udvidet hovedsageligt i 1500-tallet. Den blev bygget på et højdedrag omkring 180 m over havet ca. 6 km nord for Bolton i Greater Manchester.
William Camden har beskrevet det som at være blevet bygget "mellem afgrunde og affald". Der blev opført en nordlænge under dronning Elizabeth 1. og under dronning Victorias tidlige år blev der foretaget yderligere ombygninger.
Det er et scheduled ancient monument og en listed building af første grad.